# Cameriera bella presenza offresi...
Pour plus de détails, voir Fiche technique et Distribution.
Cameriera bella presenza offresi... est une comédie italienne réalisée par Giorgio Pàstina et sortie en 1951.

## Synopsis
Maria est une belle mais plus très jeune serveuse. Elle aimerait tomber enceinte de son fiancé Filiberto, qui repousse leur mariage depuis quinze ans. Elle change continuellement d'employeur au cours d'un été torride grâce aux petites annonces dans les journaux, se retrouvant impliquée dans diverses mésaventures.
Elle travaille d'abord pour un avocat, mais elle est licenciée lorsqu'il apprend qu'il a été trompé par sa femme et l'accuse d'être complice de l'adultère. Ensuite, engagée par un célèbre acteur de prose, elle parvient à le réconcilier avec sa femme, jalouse d'une actrice dont son mari est tombé amoureux.
Le jour de la fête du mois d'août, elle trouve du travail chez un voyageur de commerce cloué au lit par la maladie, mais l'appartement est mis à sac par plusieurs visiteurs. Elle finit par trouver un emploi chez un professeur de mathématiques qui pratique le yoga et s'adonne à l'occultisme.
Au cours d'une séance, elle apprend que l'oncle de son fiancé est décédé. Le mariage peut donc enfin avoir lieu, bien qu'avant la cérémonie, on apprenne que l'héritage de l'oncle est échu au fidèle gardien de la villa. 

## Fiche technique
- Titre original italien : Cameriera bella presenza offresi...[1],[2]
- Réalisateur : Giorgio Pàstina
- Scénario : Aldo De Benedetti, Age-Scarpelli, Federico Fellini, Ruggero Maccari, Nicola Manzari et Tullio Pinelli
- Photographie : Domenico Scala
- Montage : Eraldo Da Roma
- Musique : Alessandro Cicognini
- Décors : Alfredo Montori
- Costumes : Gaia Romanini (it)
- Maquillage : Eligio Trani
- Production : Carlo Civallero
- Sociétés de production : Cines
- Pays de production :  Italie
- Langue originale : italien
- Format : Noir et blanc - 1,37:1 - Son mono - 35 mm
- Durée : 95 minutes
- Genre : Comédie
- Dates de sortie :
  - Italie : 3 novembre 1951

## Distribution
- Elsa Merlini : Maria
- Gino Cervi : Filiberto Morrucchi
- Delia Scala : femme d'avocat
- Giulietta Masina : Ermelinda
- Aldo Fabrizi : Giovanni Marchetti
- Peppino De Filippo : avocat
- Alberto Sordi : Donato
- Eduardo De Filippo : Raffaele
- Domenico Modugno : Enrico
- Titina De Filippo : ancienne chanteuse d'opéra
- Vittorio De Sica : Leonardo Leonardi
- Isa Miranda : Angela Leonardi
- Milly Vitale : Nandina
- Armando Migliari : l'avocat de Leonardi
- Aroldo Tieri : Luigino, le secrétaire
- Cesare Fantoni : Bernanzoni, l'impresario
- Enrica De Simone : Dora Leonardi
- Rio Nobile : le majordome des Leonardi
- Arturo Bragaglia : Matteo
- Bella Starace Sainati : Celestina
- Grazia Spadaro : une dame sicilienne
- Enrico Viarisio : Camillo
- Pina Piovani : femme de vendeur ambulant